# Egeïsche landsalamander
De Egeïsche landsalamander, ook wel Lycische landsalamander, (Lyciasalamandra luschani) is een salamander uit de familie echte salamanders (Salamandridae).

## Naamgeving
De soort werd voor het eerst wetenschappelijk beschreven door Franz Steindachner in 1891. Oorspronkelijk werd de wetenschappelijke naam Molge Luschani gebruikt. Tot 2004 was de wetenschappelijke naam Salamandra luschani, waardoor deze nog veel wordt vermeld.

## Uiterlijke kenmerken
De lengte is ongeveer 14 centimeter, vrouwtjes worden gemiddeld enkele centimeters langer dan mannetjes. De kleurenvariatie is erg groot en verschilt per ondersoort, er zijn er 8 in totaal. De algemene kleur is rood tot roodbruin, meestal egaal, maar soms met een vlekkentekening en een duidelijk gele buik en onderzijde van de flanken. De oogleden zijn bol en de ogen meestal helder geel en hebben een horizontale pupil. De tenen zijn bij de achterpoten voorzien van dikke zwemvliezen voorzien en de huid doet sterk denken aan schuurpapier gemaakt van rubber; glanzend maar met vele kleine bultjes die niet aan schubben of wratten doen denken. De mannetjes zijn eenvoudig te herkennen aan de stekelachtige maar slappe huidflap op de staartwortel.

## Verspreiding en habitat
De Egeïsche landsalamander leeft in delen van Griekenland en in Turkije, langs de Egeïsche Zee. De habitat bestaat uit drogere plekken bij een waterbron in heuvelachtige streken met enige vegetatie, maar geen dichte begroeiing.

## Levenswijze
Overdag wordt geschuild onder stenen en tijdens de schemering wordt de salamander actief om te gaan jagen. Het voedsel bestaat uit kleine ongewervelden zoals slakken, insecten en wormen.